# カラーガード
カラーガード（Color Guard）とは、ドラム&ビューグルコーやマーチングバンドにおいて、フラッグ、ライフル、セイバー（サーベル）などの手具を用いて、視覚的表現を行うパートである。

## 概要
本来の語義は「旗衛隊」。近代的なマーチング・ショウでは、色彩感や立体的な空間構成が重要視されることから、カラーガードは欠くことのできない存在となっている。
近年では後述のWGIの影響もあり、マーチングバンドのお飾り的な役割から、芸術性を高めるための最も重要なパートへ変化している。カラーガード単独チームの増加も著しく、比較的手軽に始められる団体競技として注目を集めている。
「カラー」とは国旗あるいは軍旗の意味であり、軍隊におけるこれらの旗の警護隊（軍旗衛兵）を起源とすることから、「カラーガード」の名称で呼ばれる。
アメリカでは国旗・州旗・団体旗の三旗の旗手1人ずつと、護衛の小銃手2名の5人編成であることが多いが、日本ではマーチングバンドの多くが学校教育の一環である部活動として行われていることから、武器に由来する手具の導入には消極的で、フラッグを中心とした演技が主流になっている。アメリカで使用されているセイバー（サーベル）は、日本では模造刀に該当することから銃刀法の規制対象となり使用が規制されたこともあったが、現在はアルミ製に限り使用が許可されている。
マーチングバンドにおいて視覚効果を担当するという点で、バトントワリングやチアリーダーと混同されることも多いが、発祥の起源や発展の過程、表現技法などはそれぞれ別個の物である。アメリカのカレッジスタイル（映画『ドラムライン』のようなスタイル）では手具は使わずダンスが主なので、カラーガードとは呼ばない。
- アメリカ・連邦防護局のカラーガード
- 税関・国境警備局のカラーガード。税関（財務省系）と国境警備隊（司法省系）という2つの執行機関が1つの省庁（国土安全保障省）の下にまとまったので、旗手も4人いて、変則的な6人編成
- アメリカ陸軍第3歩兵連隊のカラーガード。各州州軍の旗を保持しているので旗手は50人

## 日本のカラーガード

### 自衛隊

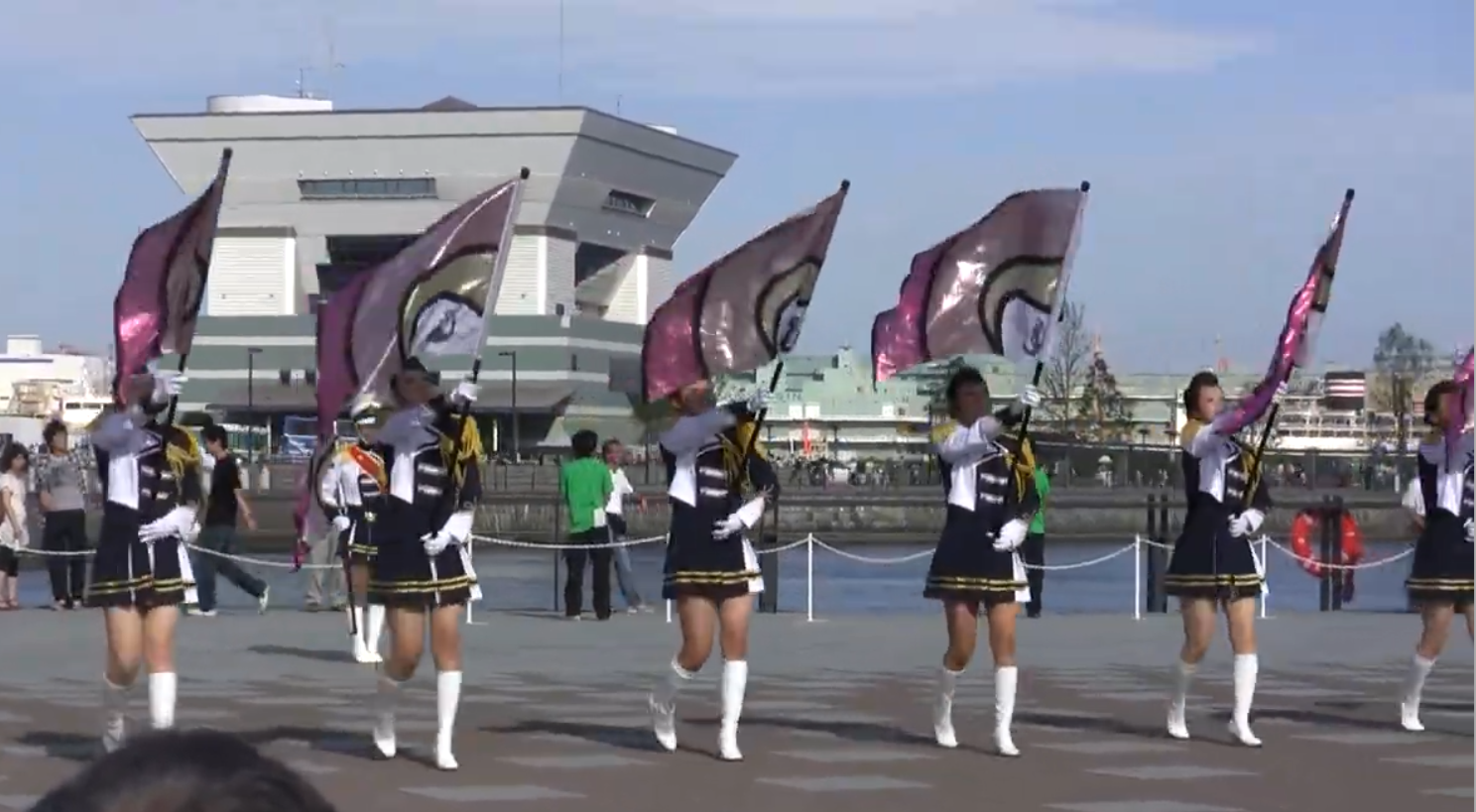
下総マリンブルー（2009年7月）

常設のものとしては、海上自衛隊下総航空基地の女性自衛官有志による「下総マリンブルー」が有名であったが、2009年（平成21年）をもって活動を休止した。他、海自八戸航空基地や航空自衛隊浜松基地等に、女性自衛官有志カラーガード隊（小集団活動、サークル）が存在する。
期間を限って結成されるものとしては、1988年に陸上自衛隊東北方面隊で発足した婦人自衛官フラッグ隊（現東北方面フラッグ隊）が存在する。隊員は東北方面隊で勤務する入隊一年以上20代前半までの女性自衛官から10数名程度が選抜され、例年5月に「東北方面広報基幹要員（フラッグ隊）」としての訓練開始から、秋の自衛隊音楽まつりへの出演まで約半年間を東北方面音楽隊と共に活動する。この間、通常の任務からは離れ仙台駐屯地に勤務することとなる。旗は黒と紫と赤・衣装は白と赤が基調、または、旗は青・衣装は紺と白が基調の組み合わせで、いずれもギャリソンキャップを被る。なお2011年（平成23年）は東日本大震災により活動が無かった。
他、各自衛隊において「自衛隊音楽まつり」への出演を目的に、「フラッグ隊」「カラーガード隊」「演技隊」等の名称で、全国単位で選抜された若手女性自衛官で結成されるチームがある。2009年（平成21年）までは海上自衛隊もフラッグ隊を結成していたが、翌年以降2年連続で「艦旗隊」のみとなりフラッグ演技は行われていない。したがって、2011年（平成23年）の「音楽まつり」でフラッグ演技を披露したのは航空自衛隊のみとなった。

### 警察

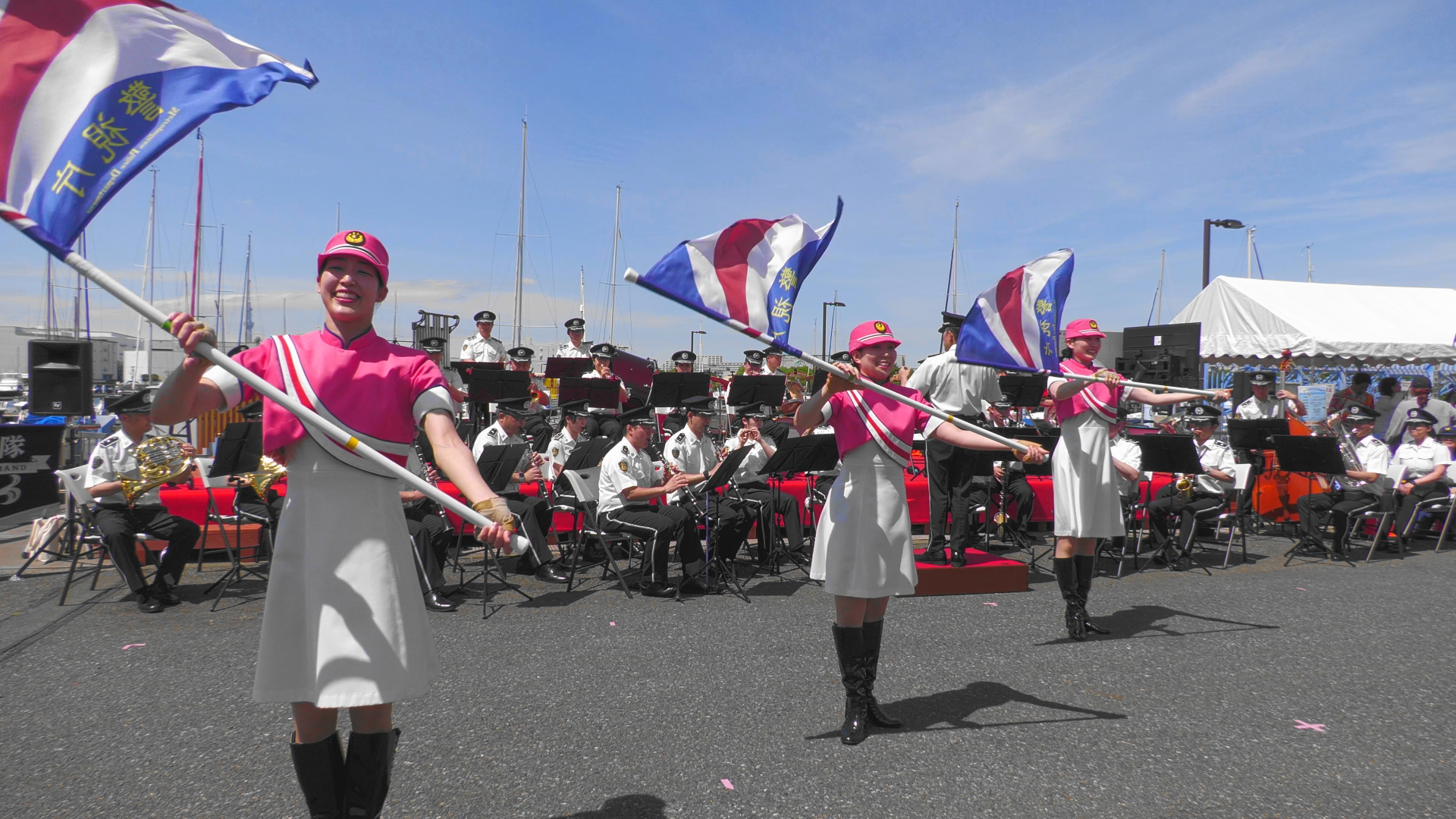
警視庁音楽隊とカラーガード隊「MEC」（2025年5月）

全国のほとんどの警察音楽隊ではカラーガード隊を編成しているが、皇宮警察音楽隊、鳥取県警察音楽隊などカラーガード隊を組織していない県もある。
また各県ごとに体制が異なっていて、カラーガードの専門部隊としているところもあれば、パレードやマーチングの時だけカラーガードになって、通常の演奏の時は他の隊員と一緒に演奏しているところもある。カラーガード隊員をパートタイム雇用としている音楽隊もあり、待遇の問題から人材の確保に苦慮している例もある。
なかには講師を招聘するなどして、演出効果や芸術性の高い演技を披露するところもある。しかし全体的には米国での芸術性を追求する流れに追随しているところは多くはなく、鉾先付きのフラッグにハイステップといった旧来のスタイルを踏襲しているところが多い。
衣装のデザインは基本的には制服をアレンジしたもので、各県ごとで異なり、さらにその県の財政事情にもよるが、パレード用、ドリル用と何着も衣装を変える隊もある。

## Winter Guard International
米国においては1977年より、マーチングバンド（ドラムコー）の編成の一部に過ぎなかったカラーガードに注目し、カラーガードのみで行われる大会、WGIを開催。30年以上の歴史を誇っている。
かつては古典的なダンスドリル形式のショウスタイルが殆どであったが、80年代後半から徐々に Pageantry を追求し始め、技術性のみならず、芸術性も豊かになっている。
- 最優秀賞
  - State Street Revue(1986-1989 Champion)
  - San Jose Raiders（サンノゼ・レイダース）(1990-1994,2003 Champion)
  - Blue Devils（ブルーデビルス）(1995-1998 Champion)
  - Emerald Marquis(1999 Champion)
  - Fantasia（ファンタジア）(2000,2002,2004,2006,2008 Champion)
  - Pride of Cincinnati（プライド・オブ・シンシナティ）(2001,2005,2007 Champion)
- 日本からの参加団体
  - Aimachi Color Guard (1996,1999,2002,2004,2007《place 3》,2009《place 3》,2012《place 4 Fan's Favorite 1》,2015《place 4 Fan's Favorite 1》,2017《place 2》 Entry)
  - Guard Team GLORIA (1995,1997,2001 Entry)